# Phyllachora stewartii
Phyllachora stewartii är en svampart som beskrevs av Negru & I. Popescu 1966. Phyllachora stewartii ingår i släktet Phyllachora och familjen Phyllachoraceae.   Inga underarter finns listade i Catalogue of Life.